# Baltanás
Baltanás é um município da Espanha na província de Palência, comunidade autónoma de Castela e Leão, de área 158,85 km² com população de 1389 habitantes (2007) e densidade populacional de 8,74 hab./km².

## Demografia
| Variação demográfica do município entre 1991 e 2004 | Variação demográfica do município entre 1991 e 2004 | Variação demográfica do município entre 1991 e 2004 | Variação demográfica do município entre 1991 e 2004 |
| --------------------------------------------------- | --------------------------------------------------- | --------------------------------------------------- | --------------------------------------------------- |
| 1991                                                | 1996                                                | 2001                                                | 2004                                                |
| 1647                                                | 1628                                                | 1496                                                | 1452                                                |